# Biserica celor Doisprezece Apostoli

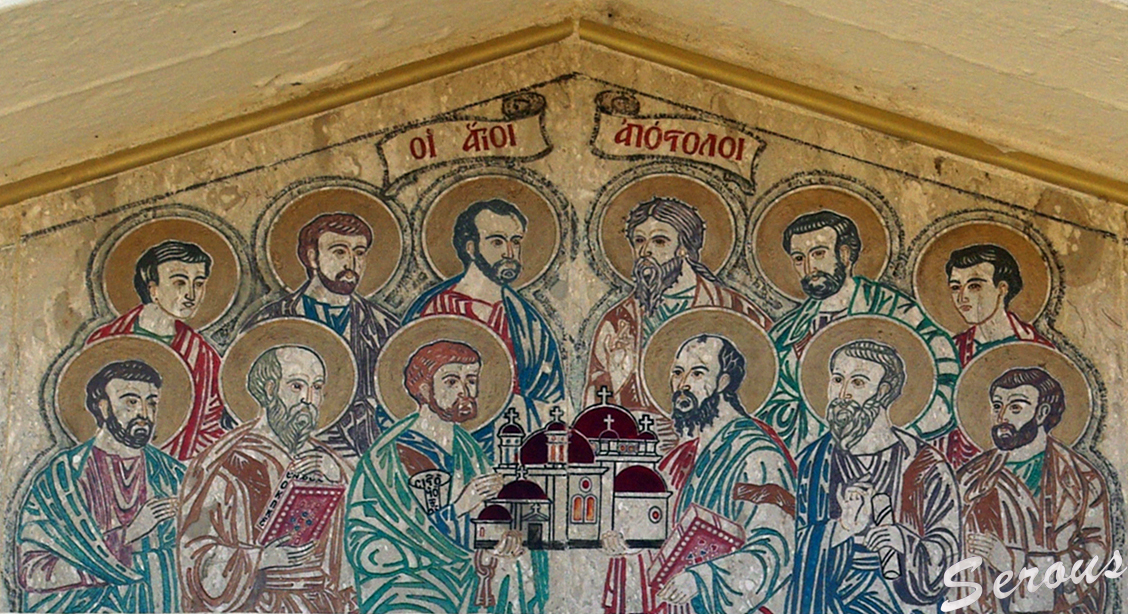
Frescă pe frontonul bisericii înfățișând pe cei doisprezece apostoli ținând chipul bisericii

Biserica celor Doisprezece Apostoli (în ebraică:כנסיית שנים עשר השליחים Knessiyat Shneim asar hashlihim, sau כנסיית השליחים Knessiyat Hashlihim în greacă: Εκκλησία των Δώδεκα Αποστόλων,în arabă:كنيسه الرسل السبعه Kanisat A-rusul A-sab'a - Biserica celor Șapte Apostoli) este o biserică ortodoxă greacă la Capernaum (Kfar Nahum) în Israel pe malul de nord-vest al Mării Galileii (Lacul Kineret, Ginossar sau Tiberiada), la o altitudine de 200 metri. Ea s-a numit un timp Biserica celor Șapte Apostoli, după cei șapte dintre discipolii lui Isus, menționați în Evanghelia lui Ioan 21:1-2 dar, în prezent, este consacrată tuturor celor doisprezece apostoli. 
Biserica a fost ridicată în anii 1925 - 1931 în timpul administrației mandatare britanice din Palestina. 
Ea se află în partea de est a Capernaumului, la 150 metri est de Biserica franciscană Sfântul Petru. 
Lângă biserică se află o mănăstire - Mănăstirea Sfinților Apostoli (Μονή Ἁγίων Ἀποστόλων) în care locuiesc câțiva călugări.

## Istoric
Biserica se află în locurile unde a existat localitatea antică Kfar Nahum sau Capernaum, care are o mare însemnătate în istoria începuturilor creștinismului. 
Localitatea este menționată frecvent în Evanghelie și a fost principalul loc din Galileea unde a trăit  Isus după ce a plecat din Nazaret. El a început să predice pentru prima dată în sinagoga din Capernaum.
Evanghelia lui Ioan, 20,1-4 relatează apariția lui Isus după Înviere pe malul Marii Galileii în fața a șapte discipoli ai săi :Simon Petru, Toma "Geamănul"(Didymos), Natanael din Cana (Bartolomeu), cei doi fii ai lui Zevedeu (adică Iacob cel Mare și Ioan), și încă doi ucenici, al căror nume nu este menționat. Din acest motiv, biserica a fost inițial numită Biserica celor Șapte Apostoli sau a celor Cinci Apostoli și alți doi ucenici. Ulterior, locașul a fost închinat tuturor celor doisprezece apostoli, ținând seama de șederea prelungită a lui Isus și a acestora la Capernaum.
Se crede că pe locul unde se află astăzi biserica a mai existat o biserică bizantină închinată  Sfântului Ioan.
După ce vestul Capernaumului a fost distrus cu totul în anul 746 într-un cutremur de pământ, la finele Califatului arab omeiad în anul 749 s-a dezvoltat din nou o localitate în partea de est. 
În anul 1838 malul de nord al Mării Galileii a fost vizitat de călătorul american Edward Robinson, care a remarcat aici ruine antice, dar fără să le asocieze cu Capernaumul biblic. Abia în 1868 ofițerul și diplomatul englez Charles William Wilson a efectuat în acest loc săpături arheologice pe o scară limitată, identificând locul ca fiind Capernaumul antic, în care a propovăduit Isus din Nazaret.
În 1894 călugarul franciscan Giuseppe Baldi din Neapole, care îndeplinea funcția de Custode al Țării Sfinte a izbutit să achiziționeze de la beduini două treimi din suprafața ariei. Aceasta a permis în următorii ani  franciscanilor să ridice un gard care să protejeze vestigiile arheologice de acte tot mai frecvente de vandalism. Treimea rămasă, la est de ruinele Capernaumului, a fost cumpărată de Patriarhia Ortodoxă a Ierusalimului.   
La începutul secolului al XX-lea pe terenul preluat de partiarhie a luat ființă aici o mică mănăstire  - numită a celor Șapte Apostoli - care în zilele de iarnă obișnuia să-l găzduiască pe patriarhul ortodox al Ierusalimului.                                                                                                                                              
Biserica a fost zidită în anii 1927-1931, în timpul administrației britanice în Palestina, în zilele patriarhului Damianos I. În urma armistițiului dintre Siria și Israel semnat la sfârșitul Războiului de independență al Israelului (1948-1949) biserica a ajuns să se găsească la 4 km de linia de armistițiu și granița dintre Israel și Siria, în zona demilitarizată și a trebuit abandonată. Ea a fost locuită de o familie de druzi care a folosit clădirea bisericii ca grajd de vite. 
După Războiul de Șase Zile din iunie 1967, frontiera și linia de armistițiu a Israelului cu Siria s-a îndepărtat spre est, dincolo de Platoul Golan, ceea ce a permis iar accesul credincioșilor la locaș.
În anul 1969 un călugăr grec a vizitat locașul, care se afla într-o stare de degradare avansată, și a început împreună cu mama sa să-l curețe și reabiliteze. De atunci clădirea a fost redată cultului religios și a fost frecventată de pelerini veniți să se scalde în apele Mării Galileei de sărbătoarea ortodoxă a Epifaniei la 18 ianuarie. (Cu timpul, în al doilea deceniu al secolului al XXI-lea s-au reînnoit pelerinajele ortodoxe de Epifanie pe malul Iordanului la Kasr al Yahud, lângă Ierihon)
Din anii 1990 starostele mănăstirii este Irinarhos Mitkas (n.1964) originar din Macedonia elenă.Între anii 1995-2000 biserica, a fost redecorată de un iconograf grec, tot din Macedonia, Konstandinos Dzoumakis, printr-o varietate de fresce în stil bizantin, inspirate de picturi din bisericile și mănăstirile din Balcani și alte locuri. Biserica însăși, a fost restaurată după tradiția bisericilor din Grecia insulară. Din biserica veche s-a păstrat iconostasul din piatră din anul 1931.  
În anul 2000, cu sprijinul UNESCO au fost instalate apa curentă și canalizarea.  De la mijlocul anilor 1990 biserica este mult frecventată de pelerini ruși. În cursul celei de-a Doua Intifade care a izbucnit în anul 2000 pelerinajele s-au împuținat simțitor. Decorarea și pictarea interioară a lăcașului a fost reluată în 2008.

## Descriere
Biserica având zidurile albe, este dominată de două cupole (domuri) centrale, înconjurate de șase mai mici, toate roze închis și având în vârful lor o cruce. Dedesubtul cupolelor se află niște ferestre rotunde care permit luminii să pătrundă în edificiu. În interior biserica posedă un iconostas bogat, și aproape toți pereții și plafoanele sunt decorate cu picturi murale colorate inclusiv scene biblice pictate de artiști plastici aduși din Grecia. Interiorul marilor cupole sunt și ele pictate cu reprezentări ale lui Isus ai ale prorocilor evrei din Vechiul Testament și ale lui Isus împreună cu Moise și cu sfinți. Reprezentarea cea mai venerată este Icoana Sfintei Maria a Pătimirilor. 
În preajma bisericii și a mănăstirii se află o grădină vastă cu viță de vie, pomi fructiferi și o vegetație luxuriantă, și în care se plimbă vreo douăzeci de păuni.

### Vestigii arheologice
Nu departe de biserică se află ruinele unui zid de bazalt de doi metri înălțime care se întindea de-a lungul țărmului și care, poate, făcea parte dinr-un chei ținând de localitatea Kfar Nahum. O ruptură a zidului lată de 20 metri era încadrată de două diguri de piatră care se extindeau în unghi drept în lac. Ele ar fi asigurat atât un ancoraj protejat, cât și o pantă pentru scoaterea bărcilor din apă. 

Biserica Apostolilor din Capernaum
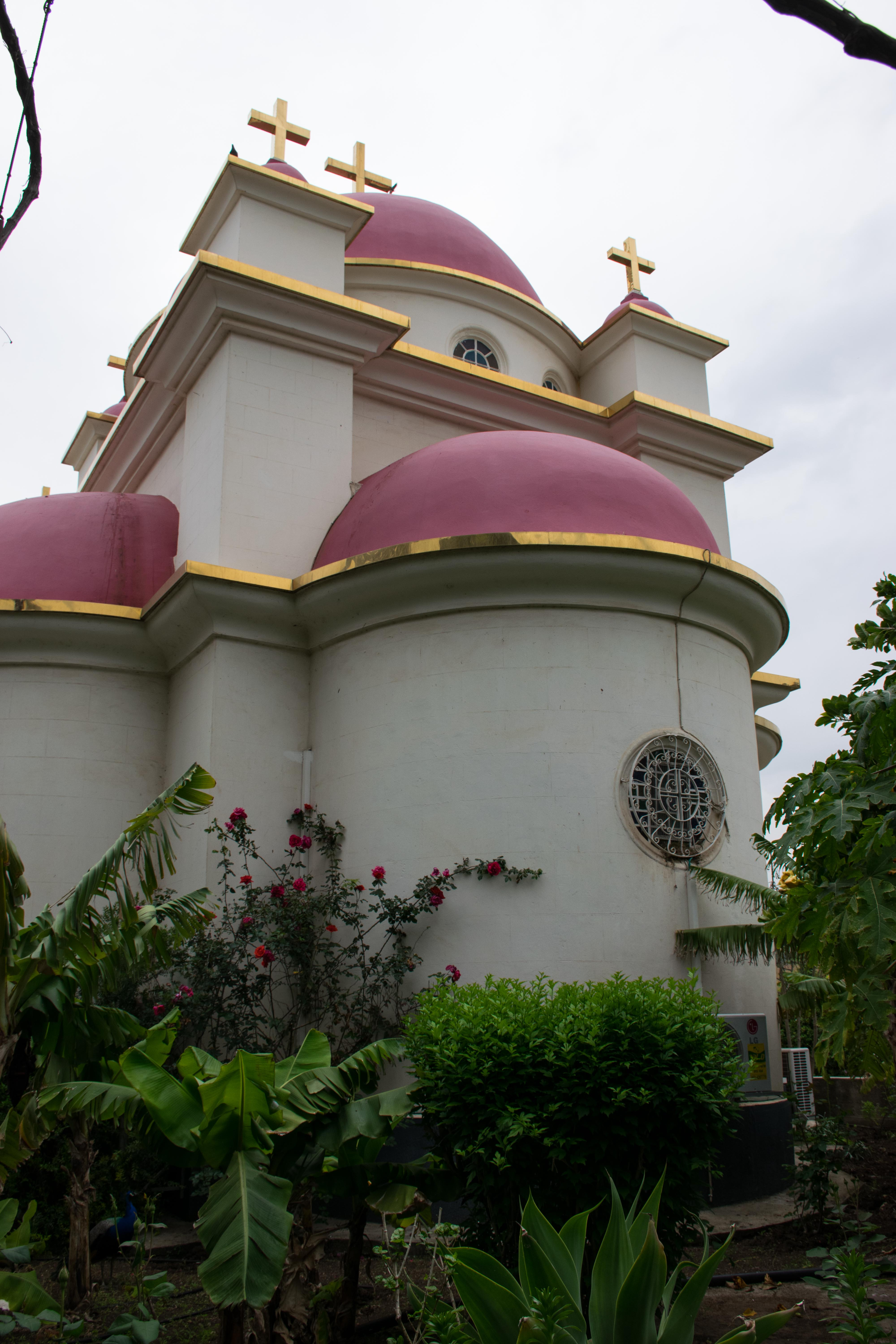
Apsidă laterală
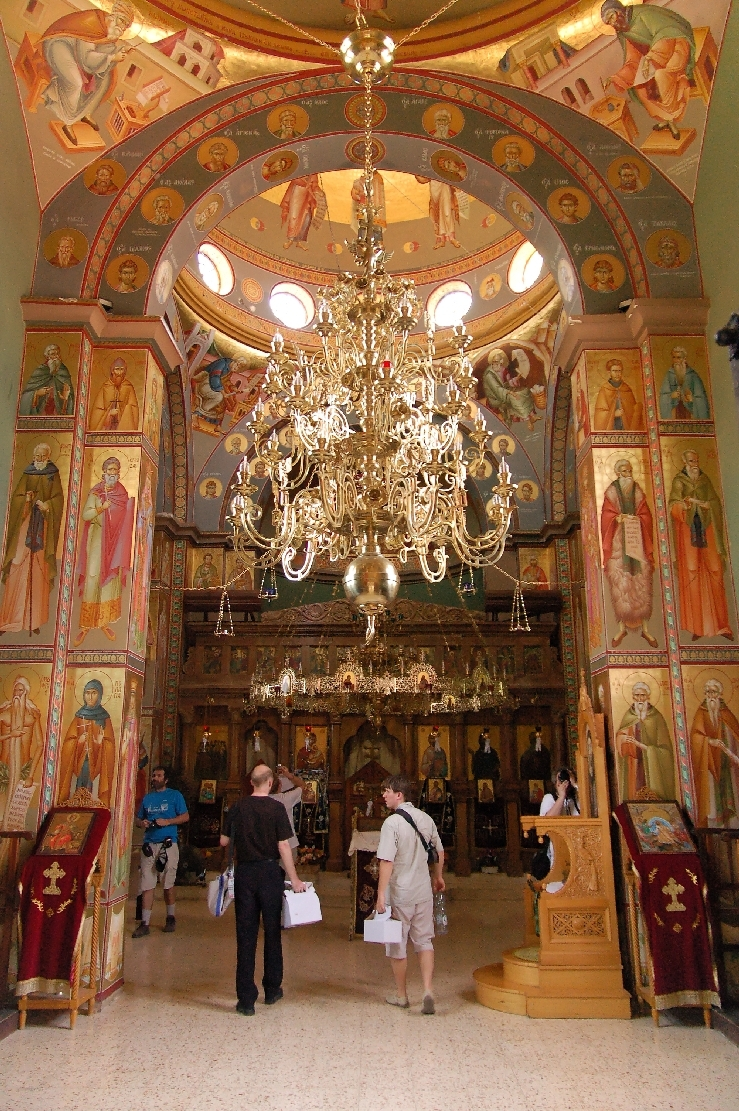
Interiorul bisericii
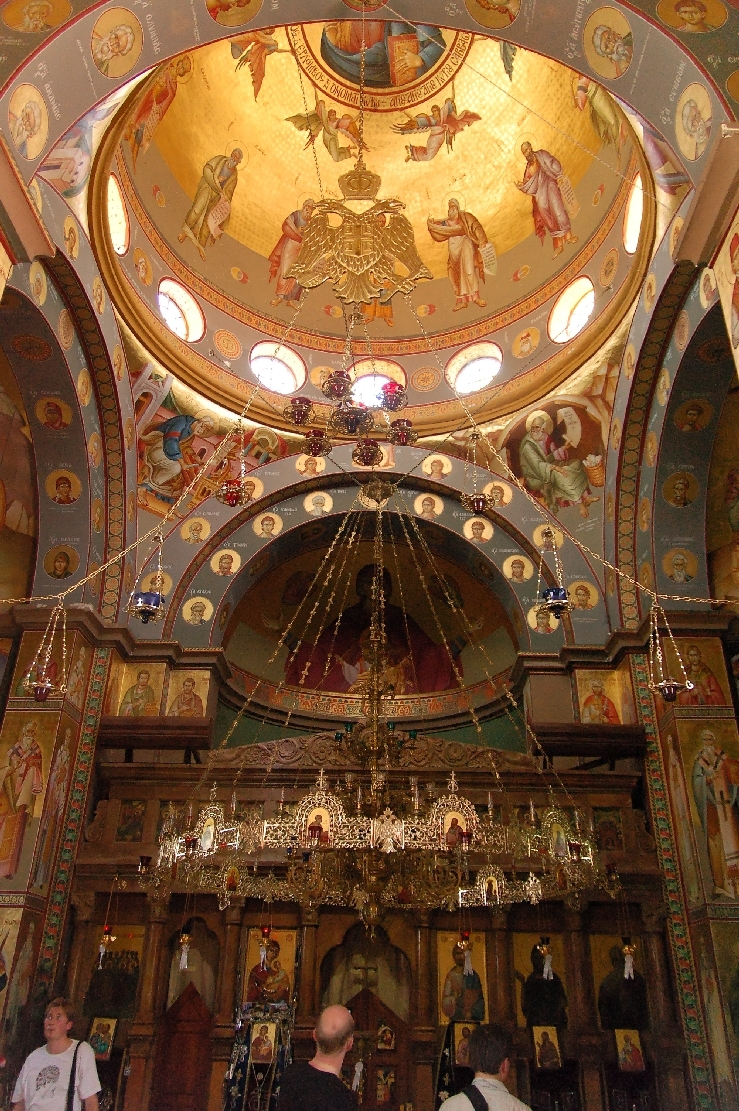
Bolta cupolei
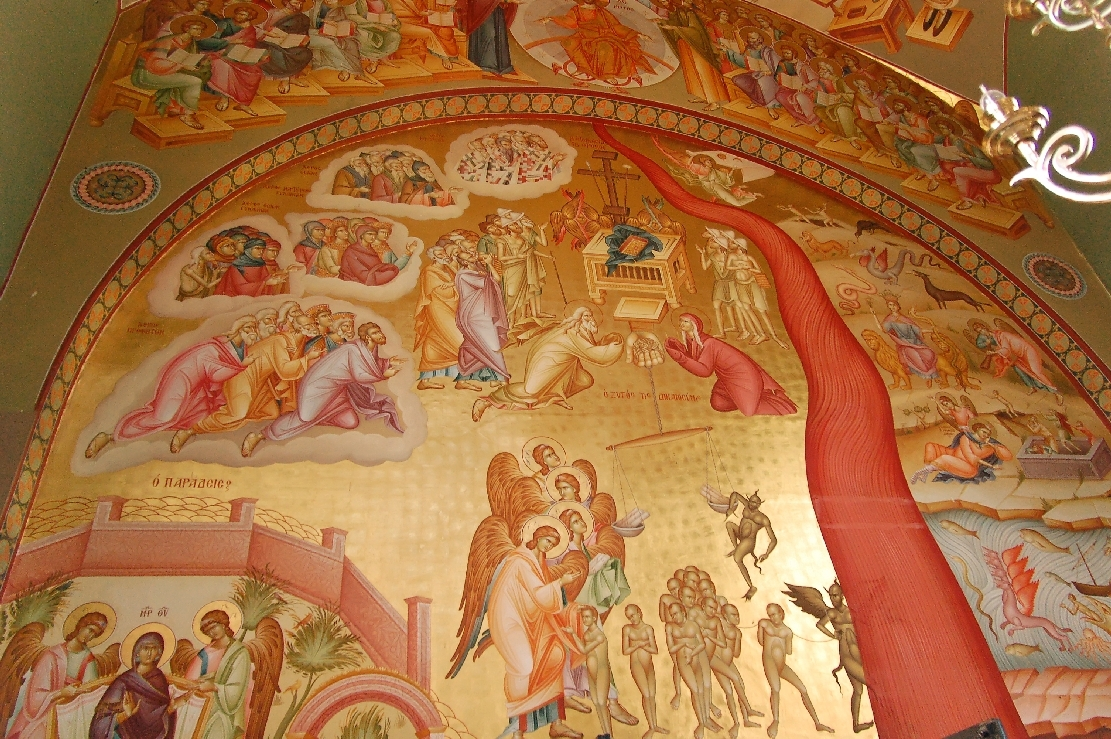
Picturi murale
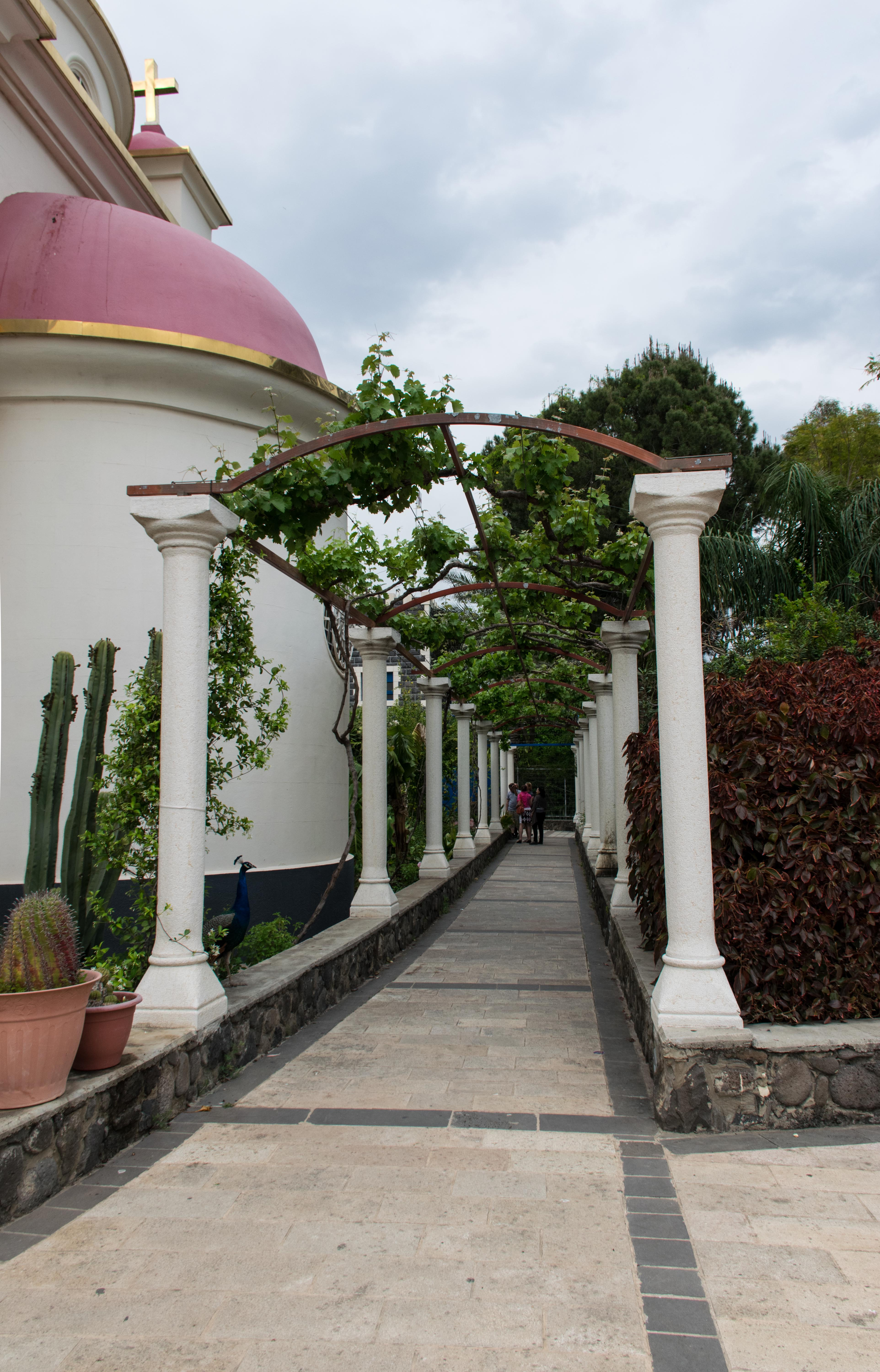
Alee în mănăstire
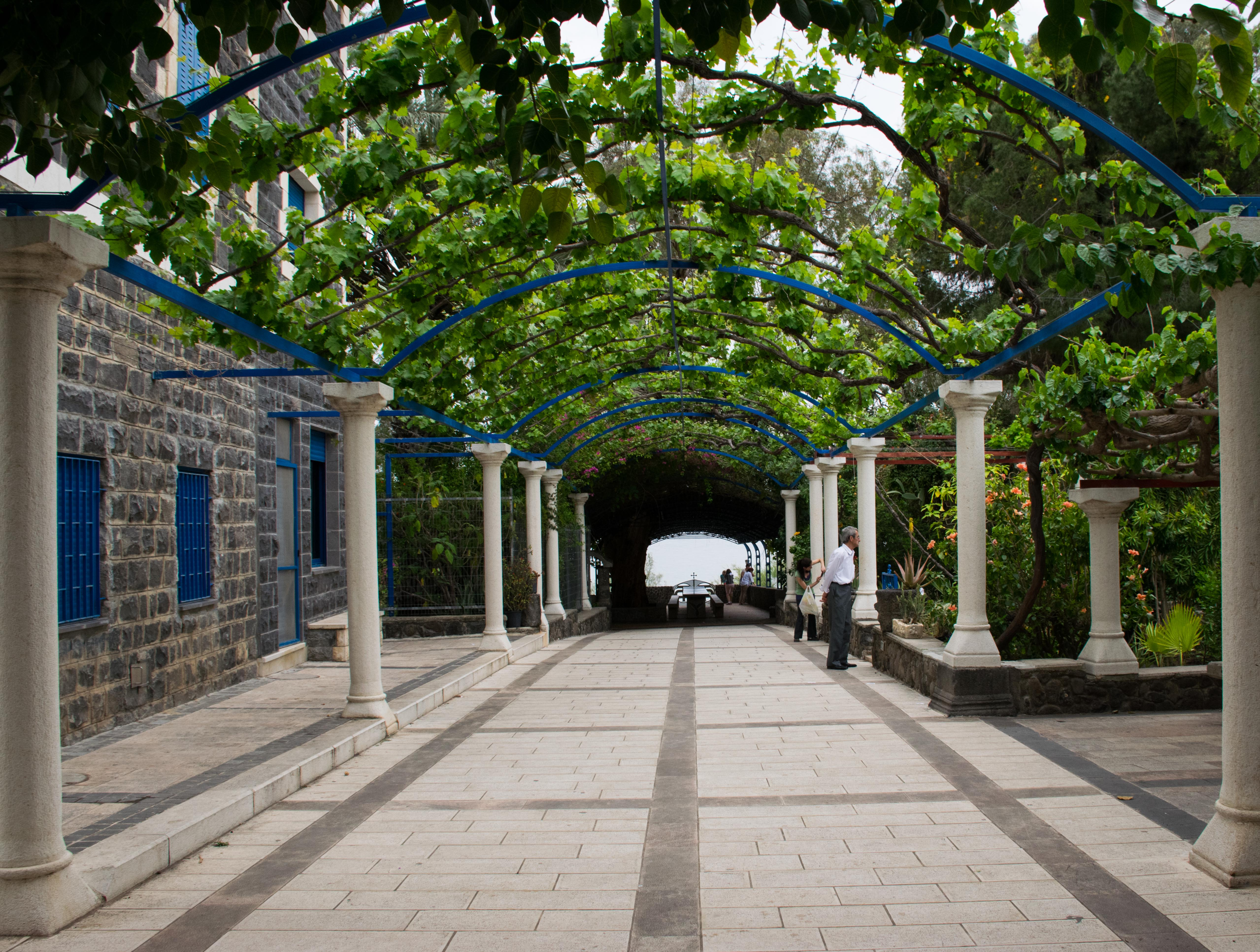
Imagine lângă mănăstire
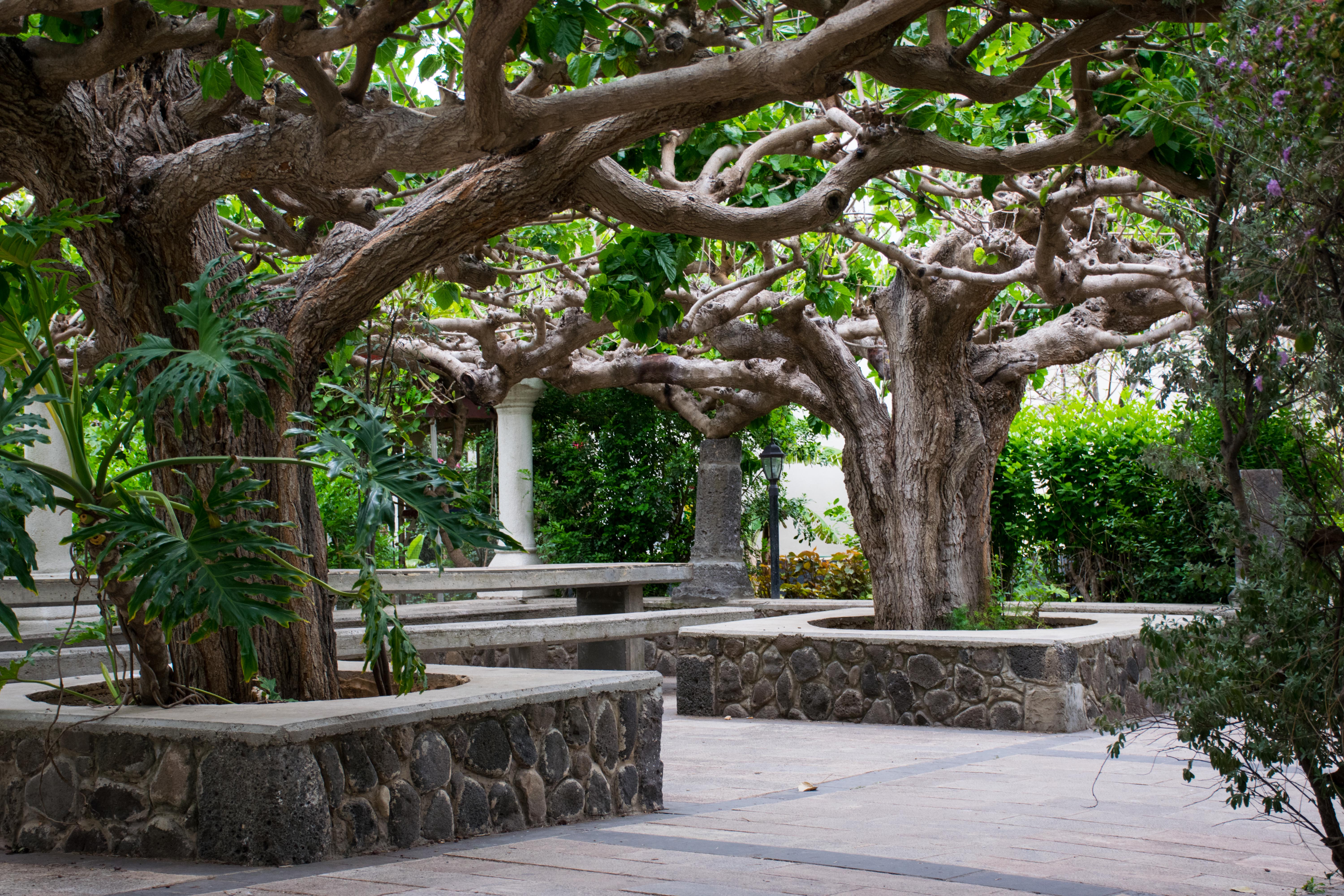
Grădina mănăstirii